# Acasis approximata
Acasis approximata är en fjärilsart som beskrevs av Barend J. Lempke 1950. Acasis approximata ingår i släktet Acasis och familjen mätare. Inga underarter finns listade i Catalogue of Life.